# Liste des races et variétés de canaris
 (septembre 2013).
Si vous disposez d'ouvrages ou d'articles de référence ou si vous connaissez des sites web de qualité traitant du thème abordé ici, merci de compléter l'article en donnant les références utiles à sa vérifiabilité et en les liant à la section « Notes et références ».

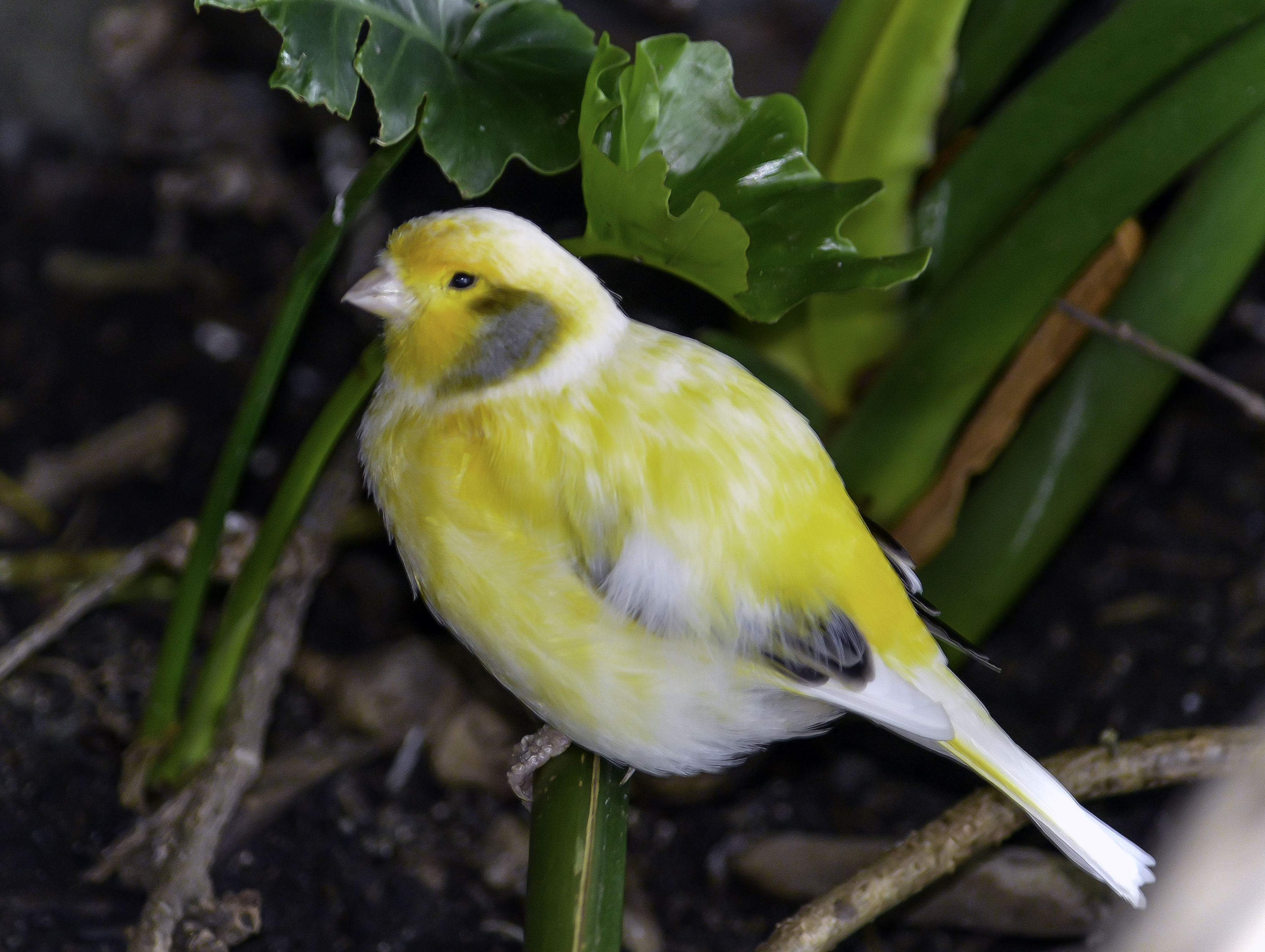
Canari (Serinus canaria domestica).

Le canari (Serinus canaria domestica) est l'oiseau domestique le plus populaire au monde, au point qu'on le trouve dans des cages et des volières dans tous les pays du monde, s'adaptant, bien qu'avec les soins appropriés, à tous les climats et latitudes.
La domestication de cet oiseau est assez ancienne, ce qui explique qu'il ait donné naissance à différentes races au fil du temps. Selon l’objectif de chacun d’entre eux, ils sont généralement divisés en trois grands groupes.

## Canaris de chant
| Nom                                | Origines  | Photo | Notes |
| ---------------------------------- | --------- | ----- | ----- |
| Harz                               | Allemagne |       |       |
| Malinois (Waterslager)             | Belgique  |       |       |
| Timbrado espagnol                  | Espagne   |       |       |
| Chanteur espagnol (Cantor Espanol) |           |       |       |

## Canaris de couleurs
| Nom            | Sous-groupe | Photo | Notes |
| -------------- | ----------- | ----- | ----- |
| Agate          | Mélanine    |       |       |
| Blanc dominant | Lipochrome  |       |       |
| Blanc récessif | Lipochrome  |       |       |
| Brun           | Mélanine    |       |       |
| Isabelle       | Mélanine    |       |       |
| Jaune intensif | Lipochrome  |       |       |
| Jaune schimmel | Lipochrome  |       |       |
| Mosaïque jaune | Lipochrome  |       |       |
| Mosaïque rouge | Lipochrome  |       |       |
| Noir           | Mélanine    |       |       |
| Rouge intensif | Lipochrome  |       |       |
| Rouge schimmel | Lipochrome  |       |       |

## Canaris de posture
| Nom                                 | Origines                 | Sous-groupe  | Photo | Notes  |
| ----------------------------------- | ------------------------ | ------------ | ----- | ------ |
| Arlequin portugais (Arlequim poupa) |                          | Dessin       |       |        |
| Border                              | Écosse (Royaume-Uni)     | Forme        |       |        |
| Bossu belge                         | Belgique                 | Posture vrai |       | [ 1 ]  |
| Crest Bred                          |                          | Huppé        |       | [ 2 ]  |
| Fife Fancy                          | Écosse (Royaume-Uni)     | Forme        |       |        |
| Fiorino (Fiorino Frill)             | Italie                   | Frisé        |       | [ 3 ]  |
| Frisé du Nord                       |                          | Frisé        |       | [ 4 ]  |
| Frisé du Sud                        |                          | Frisé        |       | [ 5 ]  |
| Frisé Géant Italien                 | Italie                   | Frisé        |       | [ 6 ]  |
| Frisé Padovan                       | Italie                   | Frisé        |       | [ 7 ]  |
| Frisé parisien (Parisian Frill)     | France                   | Frisé        |       | [ 8 ]  |
| Frisé suisse                        |                          | Frisé        |       | [ 9 ]  |
| Gibber Italicus                     | Italie                   | Frisé        |       | [ 10 ] |
| Giboso Espanol                      | Espagne                  | Posture      |       | [ 11 ] |
| Gloster Fancy                       | Angleterre (Royaume-Uni) | Huppé        |       |        |
| Hoso boutas (Hoso japonais)         | Japon                    | Posture vrai |       |        |
| Lancashire                          | Angleterre (Royaume-Uni) | Huppé        |       | [ 12 ] |
| Lizard                              | Angleterre (Royaume-Uni) | Dessin       |       | [ 13 ] |
| Münchener                           |                          | Posture vrai |       |        |
| Norwich                             | Royaume-Uni              | Forme        |       |        |
| Raza Espanola                       | Espagne                  | Forme        |       |        |
| Scotch Fancy                        | Écosse (Royaume-Uni)     | Posture vrai |       | [ 14 ] |
| Yorkshire                           | Royaume-Uni              | Forme        |       |        |